# Bulbulčík černý
Bulbulčík černý (Hypsipetes leucocephalus), známý také pod názvy bulbulčík bělohlavý a bulbul himálajský, je středně velký druh pěvce z čeledi bulbulovitých (Pycnonotidae).

## Popis
Dorůstá 24–25 cm. Je štíhlý, s dlouhým ocasem a výraznou chocholkou na hlavě. Rozlišujeme u něj několik poddruhů, které se vzájemně liší zbarvením opeření. To se může pohybovat od břidlicově šedé až po leskle černou. Zobák a končetiny má však vždy jasně červené. Obě pohlaví se zbarvením nijak neliší, mladí ptáci však zcela chocholku postrádají a navíc mají i bělavou spodinu těla s šedou skvrnou na hrudi a hnědé opeření na svrchní části těla.

## Rozšíření
Žije v listnatých lesích, kulturní krajině a v zahradách na území jižní Asie v rozmezí od západní Indie až po Čínu.

## Ekologie
Živí se převážně semeny, drobnými bezobratlými (převážně hmyzem) a měkkými plody; po potravě často pátrá v malých i velmi početných hejnech. Miskovité hnízdo z travin, suchých listů, mechu, lišejníků a pavučin buduje ve větvích stromů nebo keřů a zevnitř jej vystýlá měkkým materiálem, např. kořínky. V jedné snůšce jsou 2–3 vejce, na kterých sedí po dobu 12–13 dnů. Mláďata pak hnízdo opouští po 11–12 dnech.

## Chov v zoo
Bulbulčík černý patří mezi vzácně chované druhy. V Evropě je chován jen ve 22 zoo. V rámci Česka se přitom jedná o Zoo Ostrava a Zoo Plzeň. Do roku 2015 byl tento druh chován také v Zoo Praha, kde se dokonce v roce 2005 podařil český prvoodchov.